# オキナヨモギ
オキナヨモギ（学名: Artemisia abrotanum; 英: southernwood、lad's love、old man）は、キク科ヨモギ属に属する低木の一種である。オキナヨモギという和名は植物学者杉本順一が1965年に新たに与えたもので、別名にキダチヨモギがあり、また英名の1つの音写であるサザンウッドという呼び名も知られている。
リンネの『植物の種』(1753年) で記載された植物の一つである。

## 分布
スペイン、フランス、イタリア、旧ユーゴスラヴィア諸国、バルト諸国が自生地で、それ以外の地域に見られるものは持ち込まれたものである。

## 特徴
落葉もしくは半常緑小低木で、高さも広がりも1メートルほどである。葉は灰緑色でレース状の細かい切れ込みが見られ、芳香を持つ。晩夏に頭状花序の小さく黄色味のある花が密集して円錐状に咲く。日当たりの良い場所や水はけの良い土を好み、氷点下15 ℃まで耐え得る耐寒性を有する。

## 用途
葉を皮膚にこすりつけると蛾や蚊が近寄らなくなる虫除けの効能を有する。またアブラムシが嫌う成分を持っていると言われており害虫除けのコンパニオンプランツとして植えられることも多い。一般には葉がコーラのような香りがするハーブとしてコーラプラントまたはアルテミシア・コーラプラントの名で園芸品種として流通しており狭いスペースでも栽培可能なことからチェリーセージなどとともに人気のハーブ苗となっている。強い寒さに逢うと枯れ落ちるが、根だけは生きており翌春に復活することが多いので、枯れてしまっても諦めて根を掘り起こしたりなどせずに最低翌春までは見届けると良い。

## 名称
ポーランド語では boże drzewko、リトアニア語では diemedis と呼び、いずれも〈神の木〉を含意する。